# Eutaw
Eutaw ist eine Town im Greene County, Alabama in den USA. Der Ort ist der County Seat des Greene Countys und wurde nach der Schlacht von Eutaw Springs im Amerikanischen Unabhängigkeitskrieg benannt. 2020 hatte Eutaw 2937 Einwohner und gehört zur Metropolitan Statistical Area Tuscaloosa.

## Geographie
Nach den Angaben des United States Census Bureaus hat die Stadt eine Fläche von 11,9 km², wovon 11,8 km² auf Land und 0,1 km² (= 0,22 %) auf Gewässer entfallen.

## National Register of Historic Places
Siebenundzwanzig Bauwerke der Antebellum-Architektur sind in Eutaw in das National Register of Historic Places eingetragen, dreiundzwanzig davon als Sammeleintrag. Individuelle Einträge haben Coleman-Banks House, Greene County Courthouse, First Presbyterian Church und Kirkwood. Der Greene County Courthouse Square District ist ein historischer Bezirk im Zentrum des Ortes. Auch die in der Nähe liegende Twin Oaks Plantation ist im Register gelistet. Insgesamt sind 25 Bauwerke und Stätten in Eutaw im National Register of Historic Places (NRHP) eingetragen (Stand 19. März 2020).

## Demographie
Zum Zeitpunkt des United States Census 2000 bewohnten Eutaw 1878 Personen. Die Bevölkerungsdichte betrug 158,7 Personen pro km². Es gab 899 Wohneinheiten, durchschnittlich 76,0 pro km². Die Bevölkerung Eutaws bestand zu 33,01 % aus Weißen, 66,03 % Schwarzen oder African American, 0,27 % Native American, 0,21 % Asian, 0 % Pacific Islander, 0 % gaben an, anderen Rassen anzugehören und 0,48 % nannten zwei oder mehr Rassen. 0,37 % der Bevölkerung erklärten, Hispanos oder Latinos jeglicher Rasse zu sein.
Die Bewohner Eutaws verteilten sich auf 778 Haushalte, von denen in 24,7 % Kinder unter 18 Jahren lebten. 39,5 % der Haushalte stellten Verheiratete, 21,5 % hatten einen weiblichen Haushaltsvorstand ohne Ehemann und 35,1 % bildeten keine Familien. 33,5 % der Haushalte bestanden aus Einzelpersonen und in 15,4 % aller Haushalte lebte jemand im Alter von 65 Jahren oder mehr alleine. Die durchschnittliche Haushaltsgröße betrug 2,31 und die durchschnittliche Familiengröße 2,95 Personen.
Die Bevölkerung verteilte sich auf 22,4 % Minderjährige, 8,0 % 18–24-Jährige, 22,6 % 25–44-Jährige, 24,4 % 45–64-Jährige und 22,5 % im Alter von 65 Jahren oder mehr. Das Durchschnittsalter betrug 43 Jahre. Auf jeweils 100 Frauen entfielen 84,8 Männer. Bei den über 18-Jährigen entfielen auf 100 Frauen 75,9 Männer.
Das mittlere Haushaltseinkommen in Eutaw betrug 23.056 US-Dollar und das mittlere Familieneinkommen erreichte die Höhe von 32.946 US-Dollar. Das Durchschnittseinkommen der Männer betrug 30.284 US-Dollar, gegenüber 18.869 US-Dollar bei den Frauen. Das Pro-Kopf-Einkommen belief sich auf 14.573 US-Dollar. 24,7 % der Bevölkerung und 28,9 % der Familien hatten ein Einkommen unterhalb der Armutsgrenze, davon waren 39,4 % der Minderjährigen und 22,5 % der Altersgruppe 65 Jahre und mehr betroffen.

## Söhne und Töchter der Stadt
- Bill Lee (1911–1998), American-Football-Spieler

## Bilder von Antebellum-Häusern

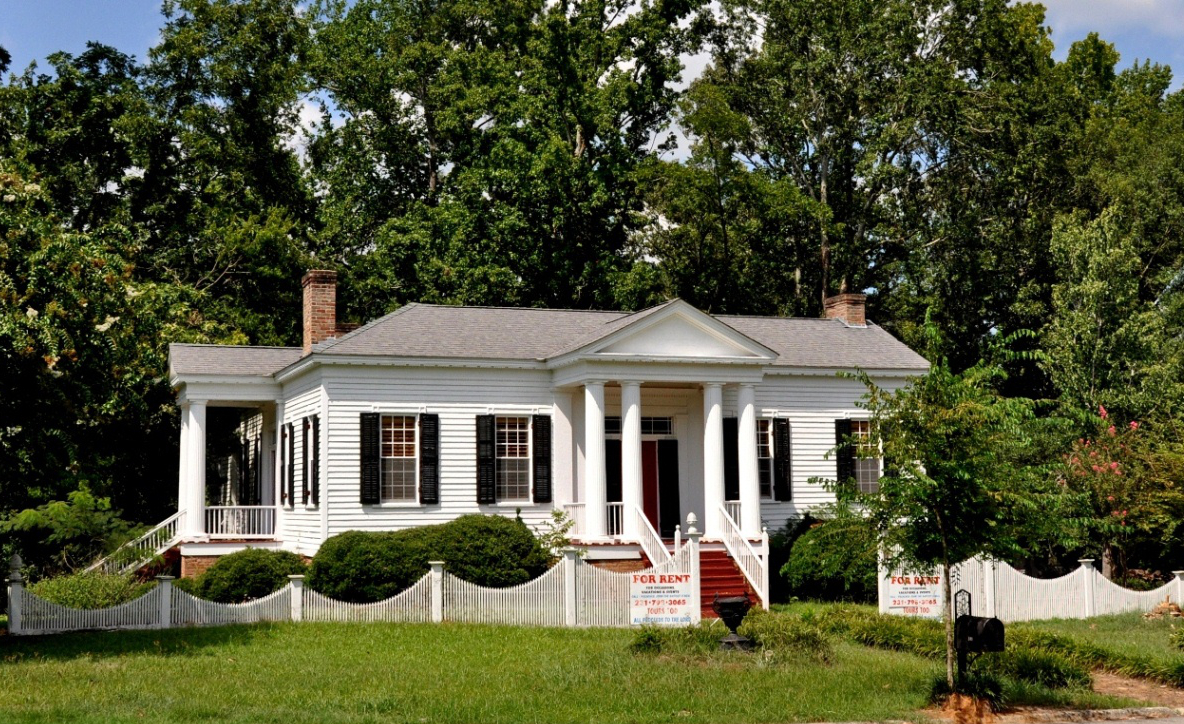
William B. Wills House (von 1835)
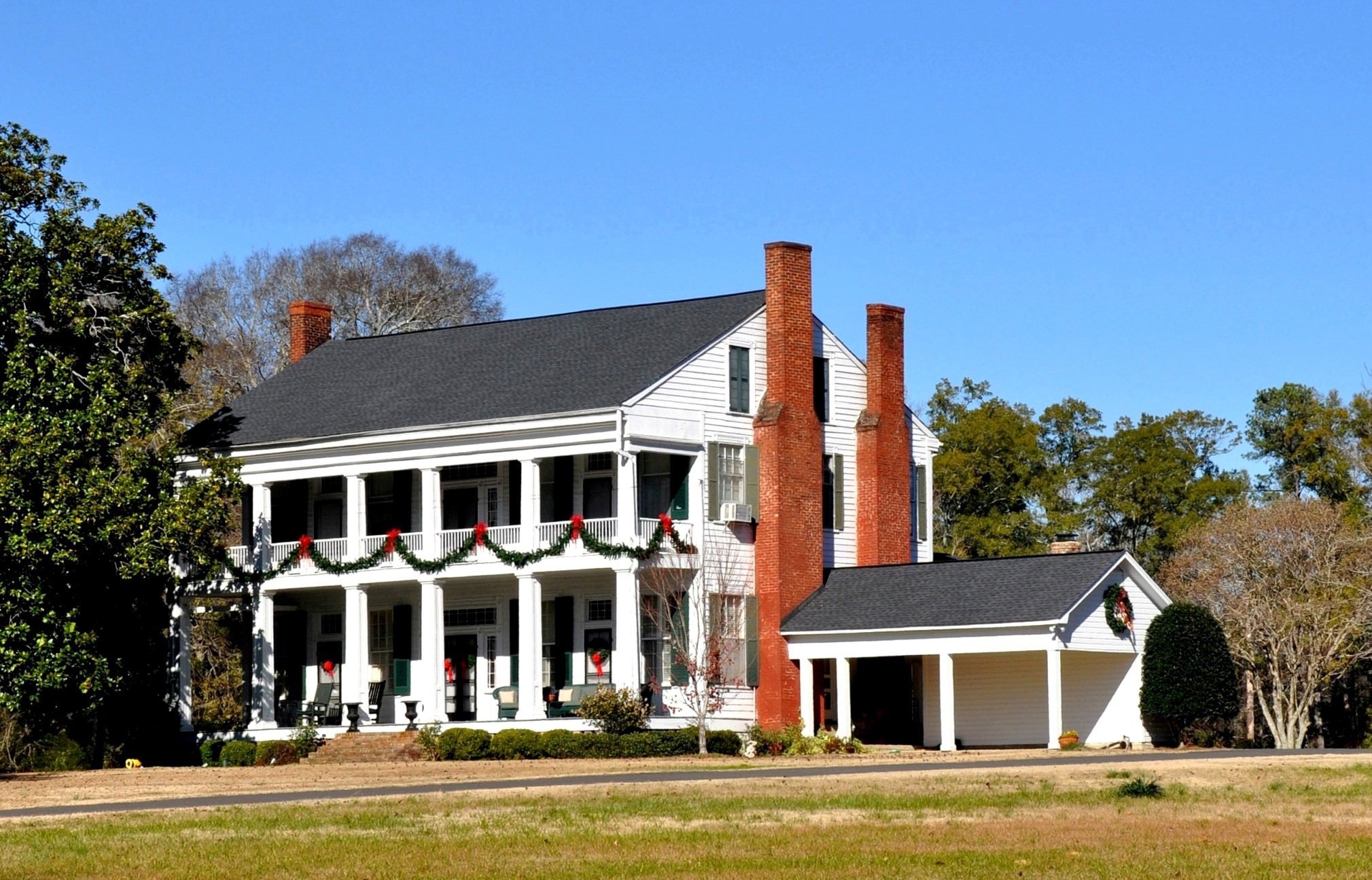
Asa White House (von 1838)
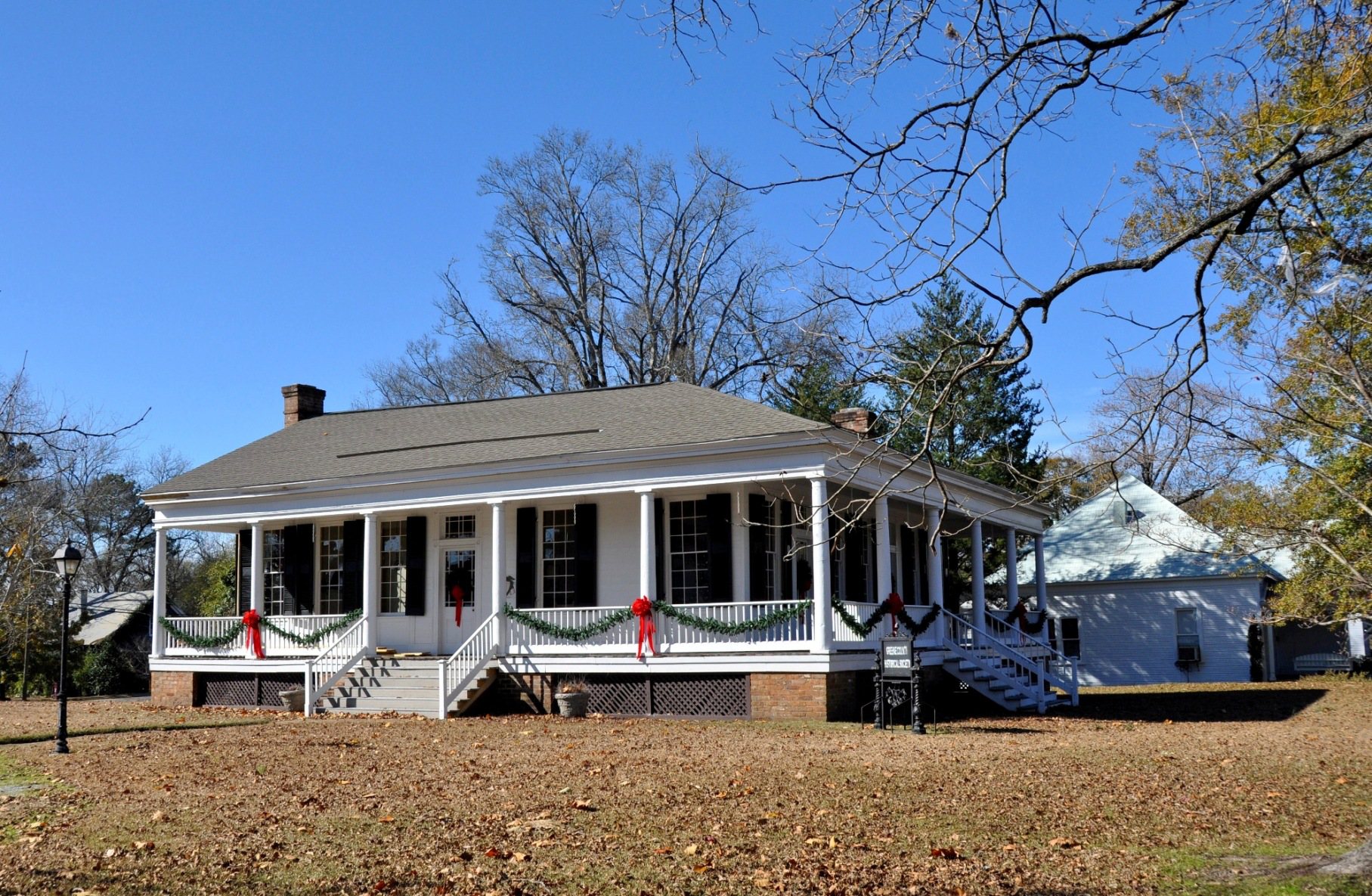
Iredell P. Vaughn House (um 1840)
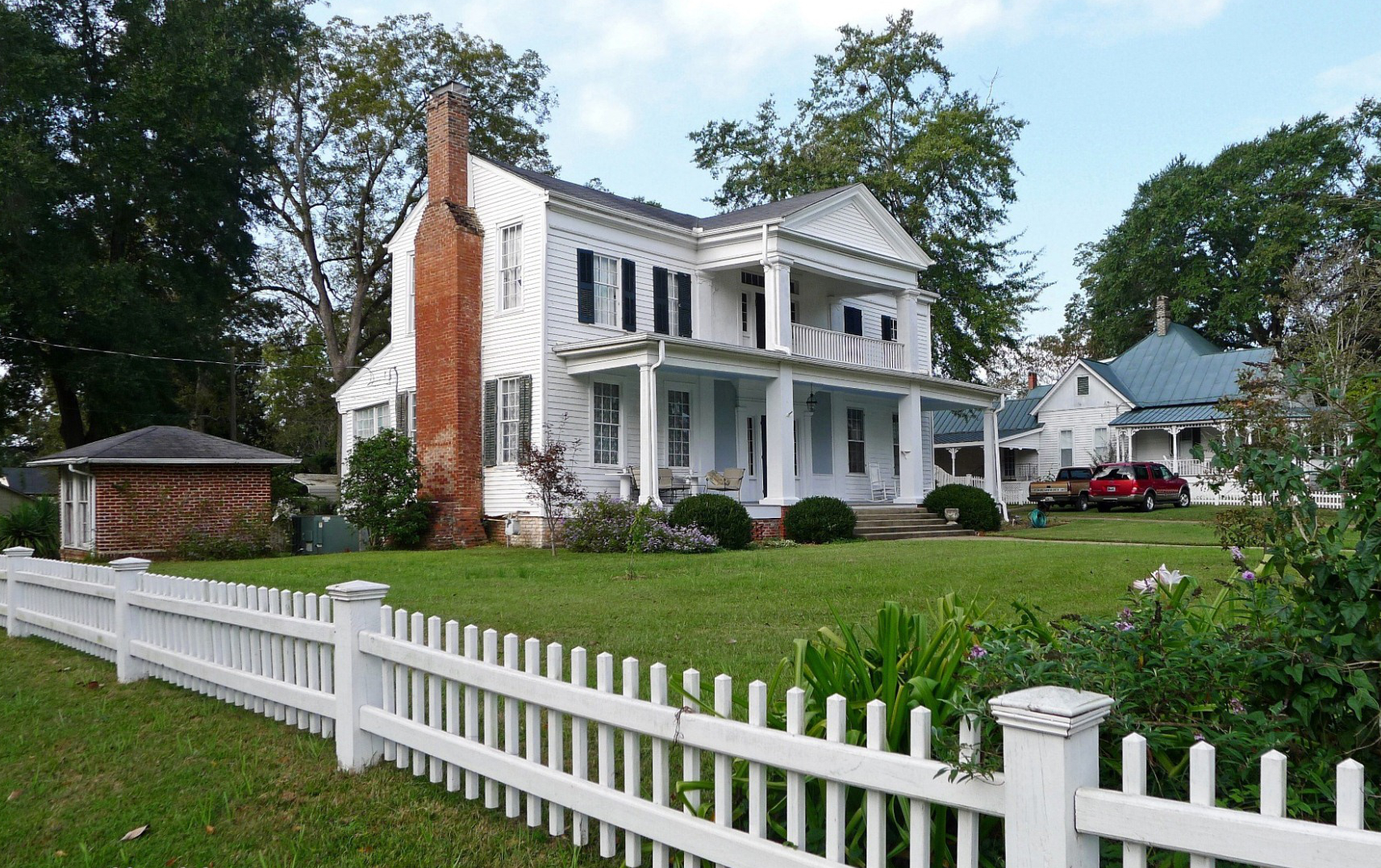
Webb-Grubbs House (um 1840, später verändert)
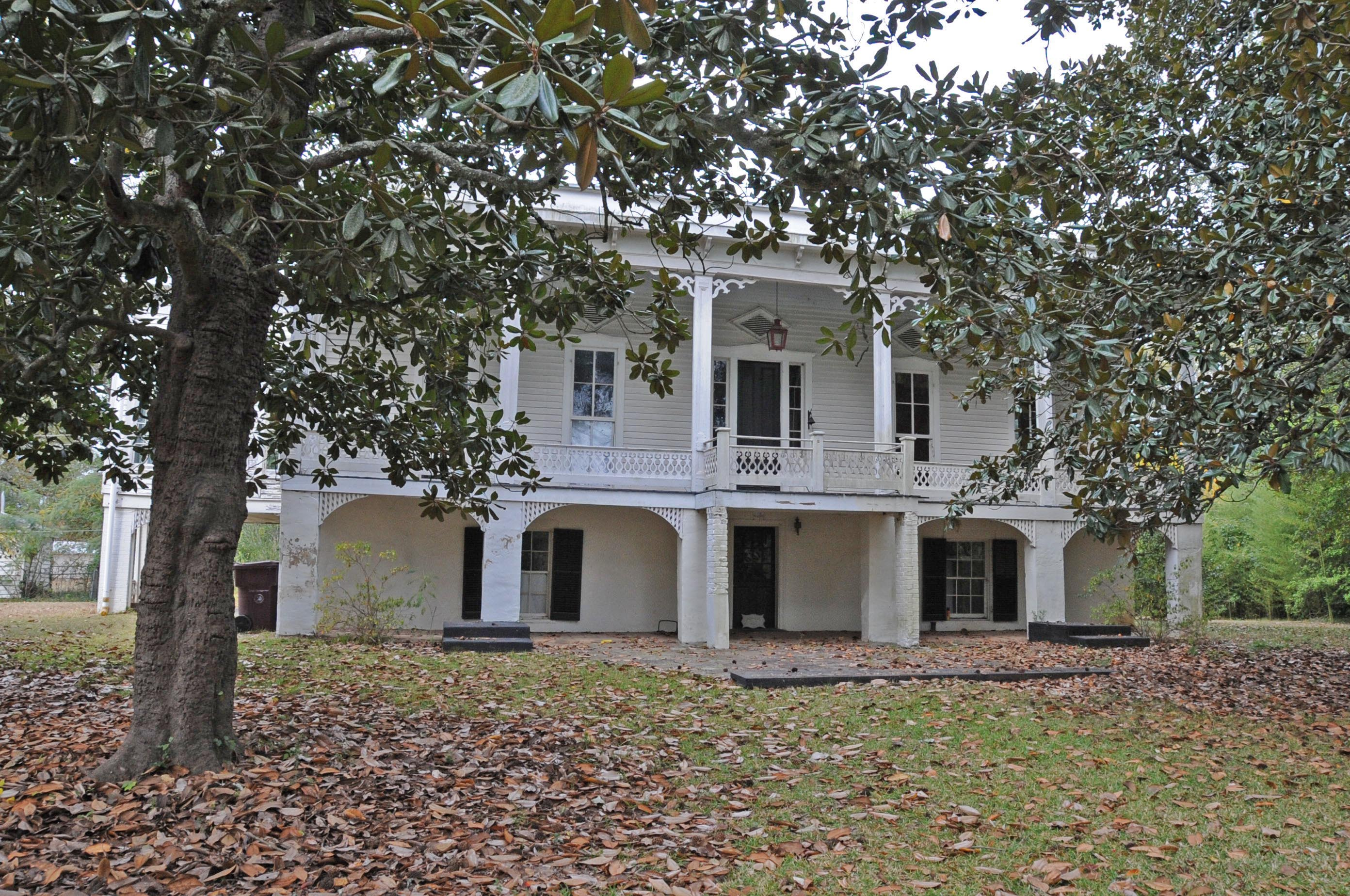
William F. Pierce House (um 1840)
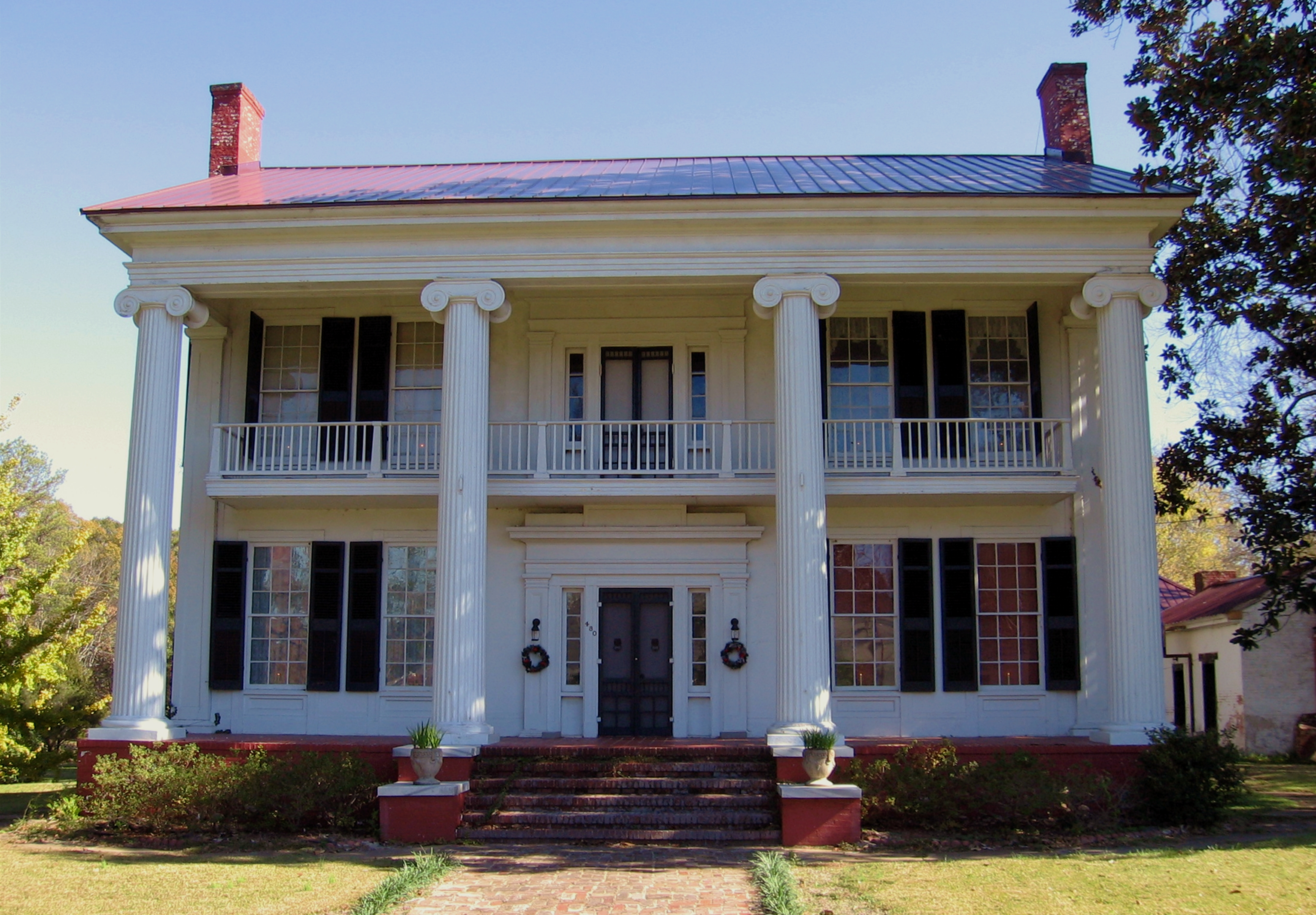
Coleman-Banks House (von 1847)
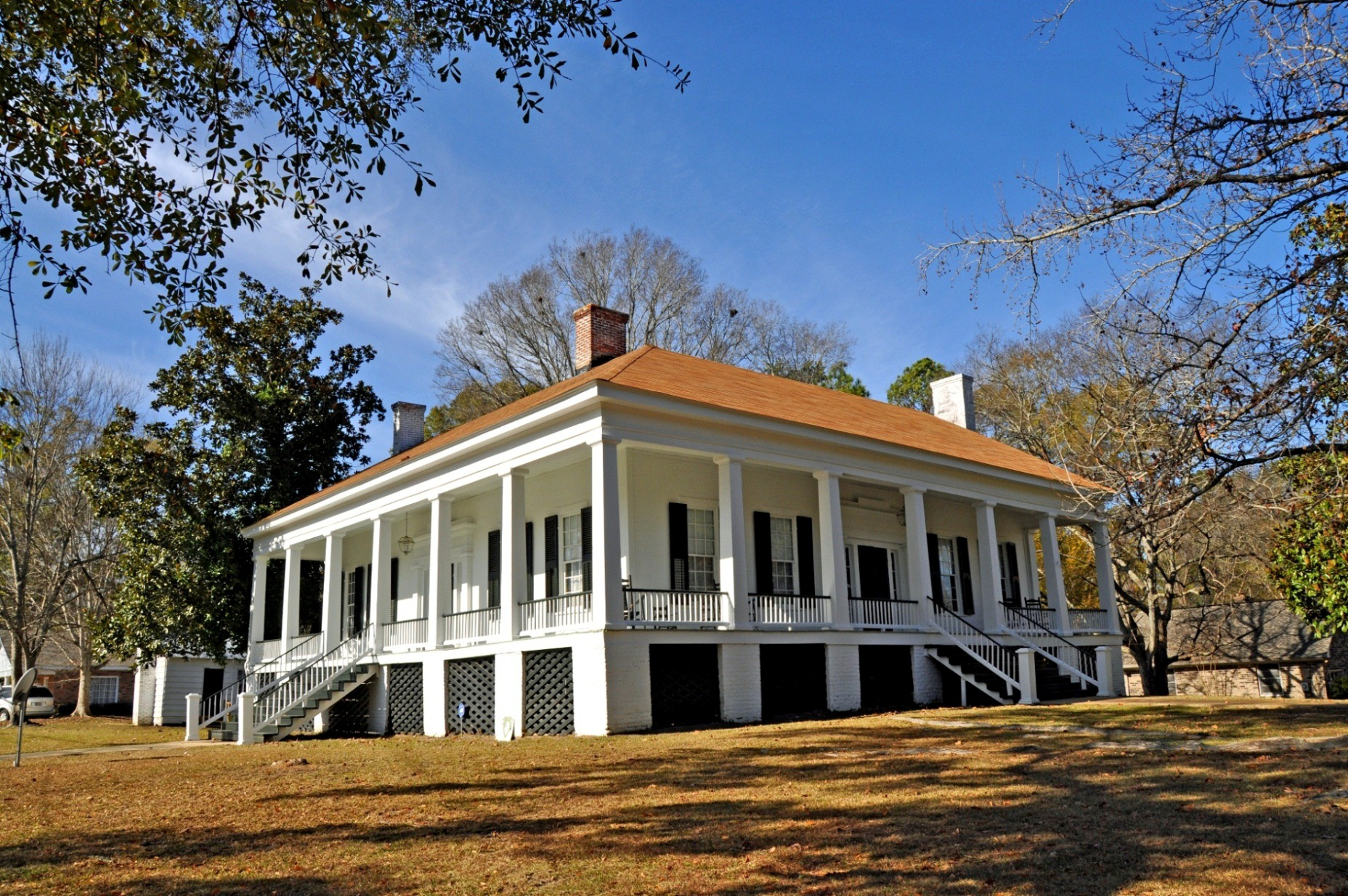
Daniel R. Wright House (von 1847)
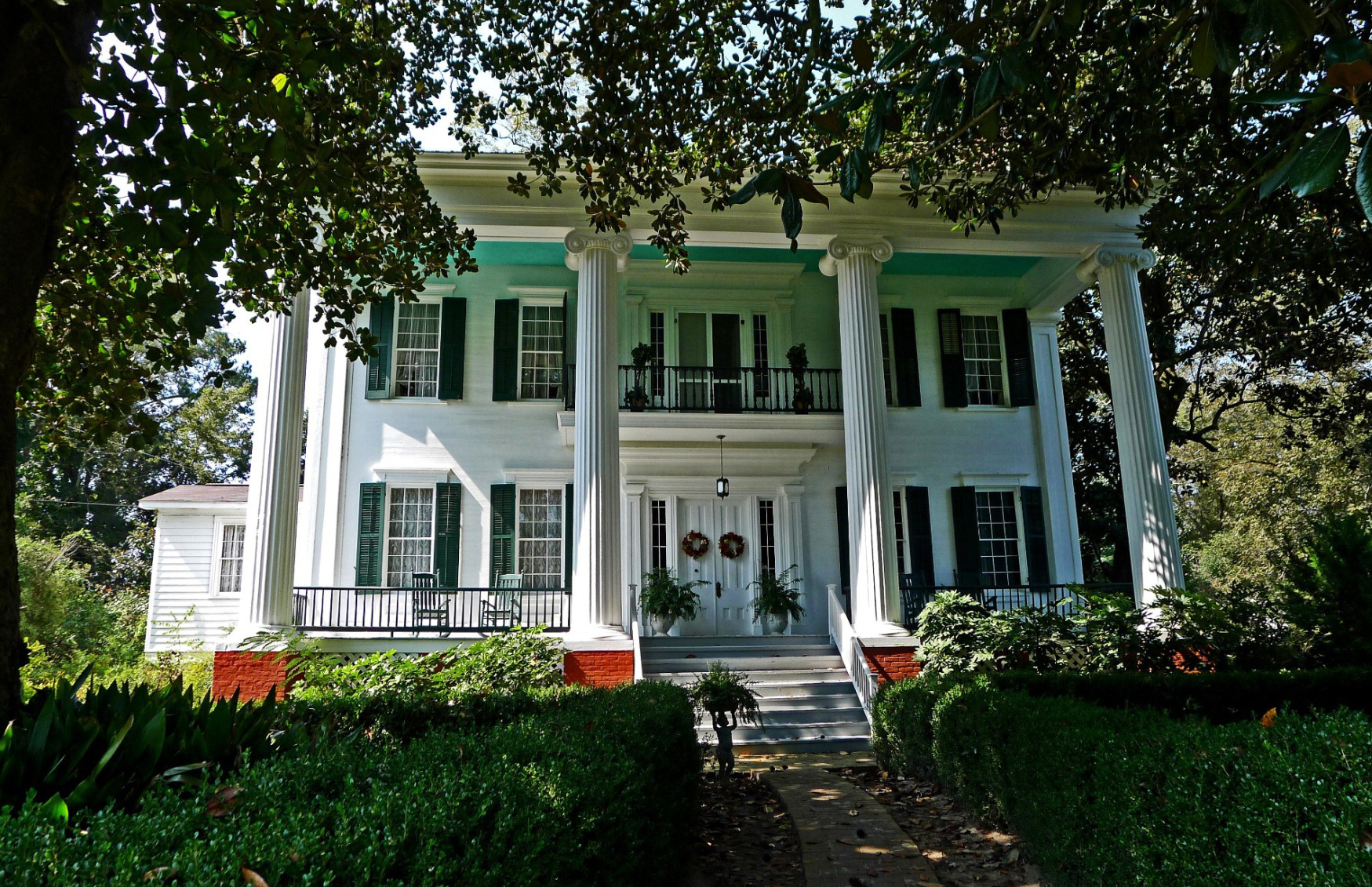
William Perkins House (von 1850)
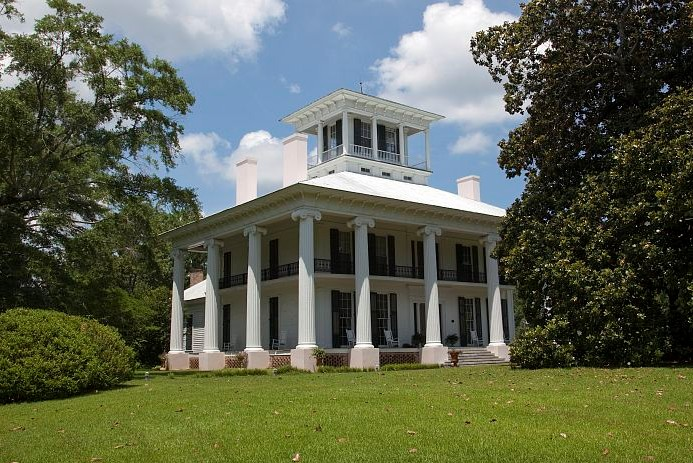
Kirkwood plantation house (von 1858)
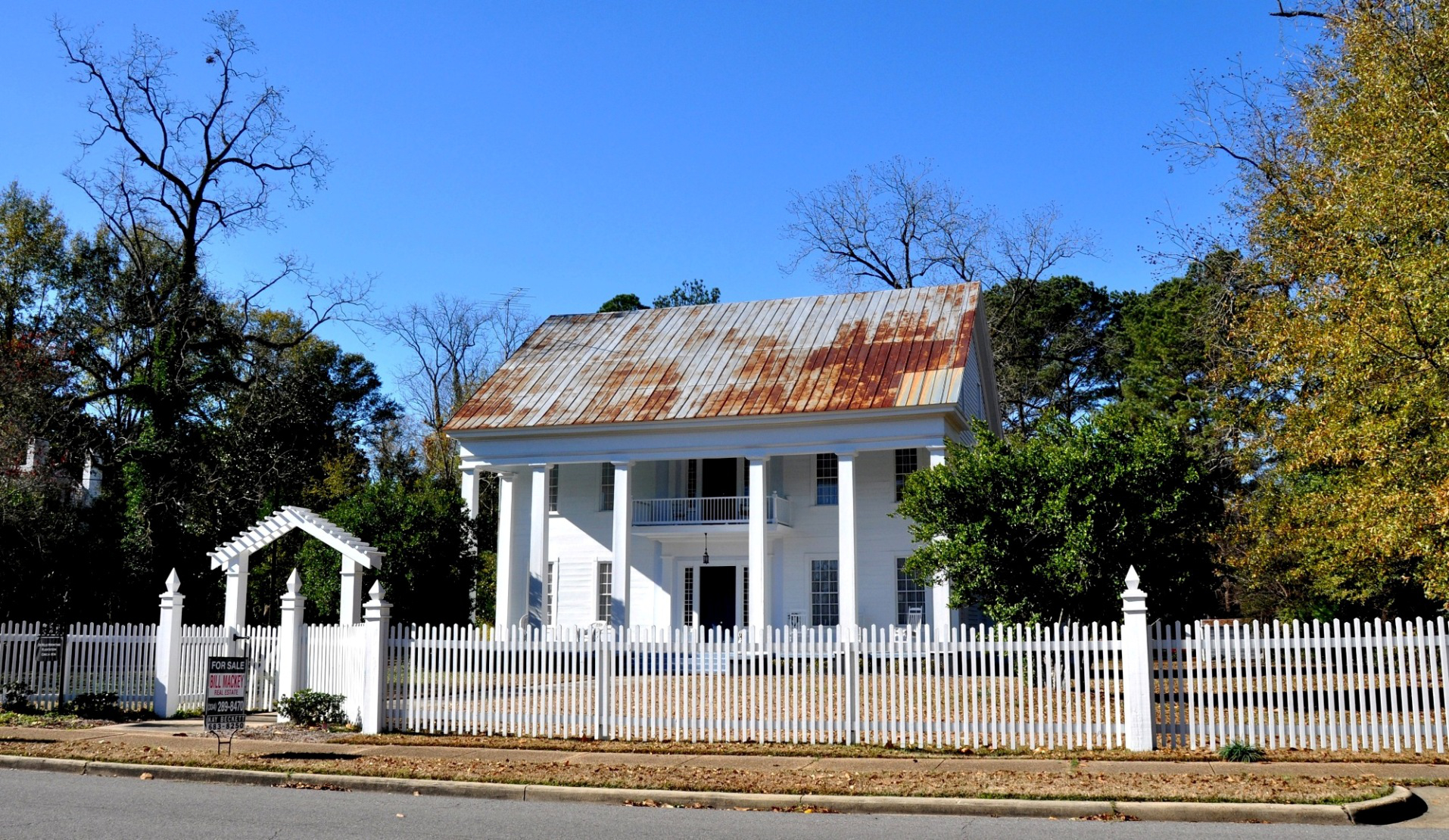
Meriwether House
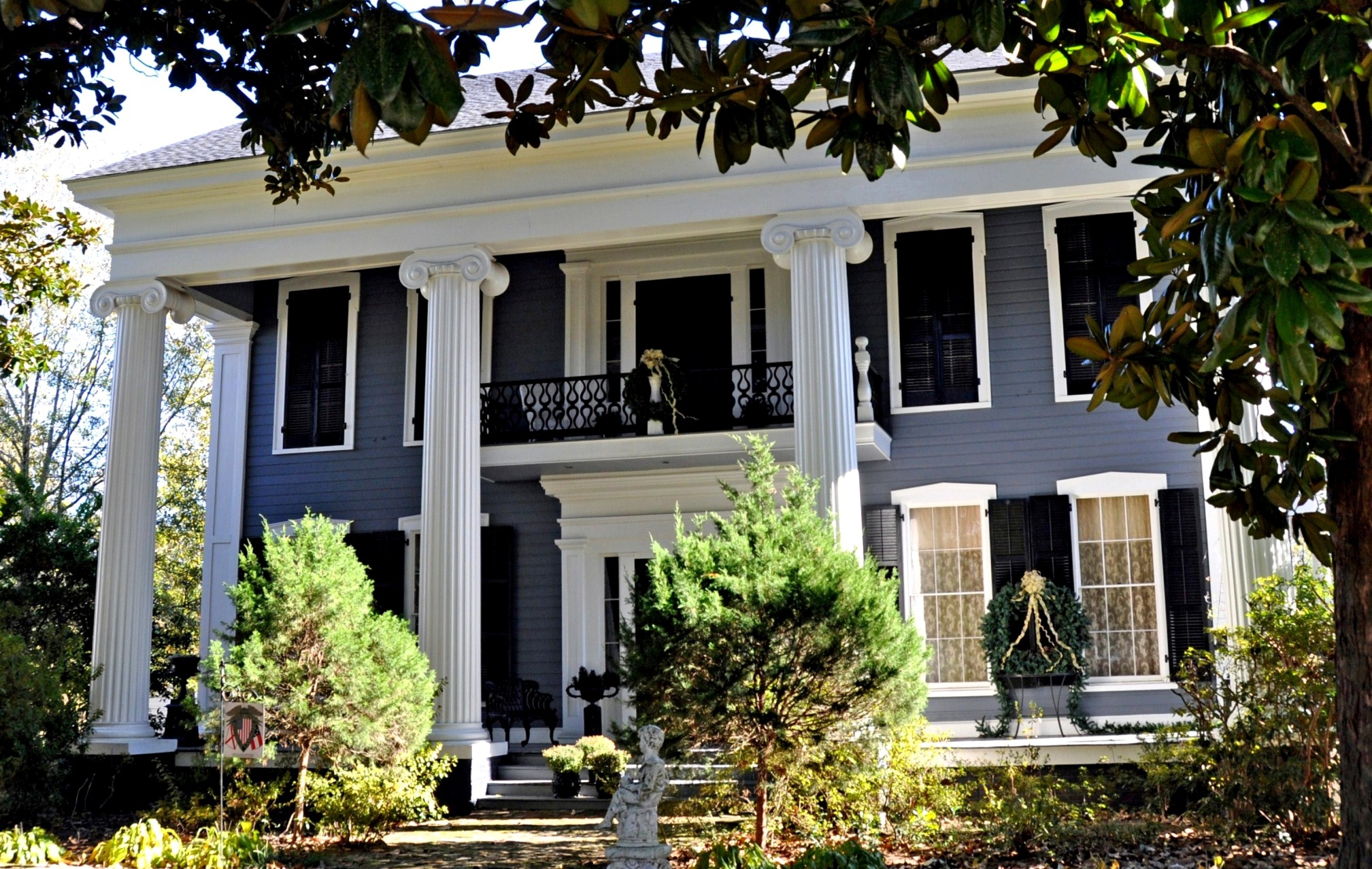
Edwin Reese House
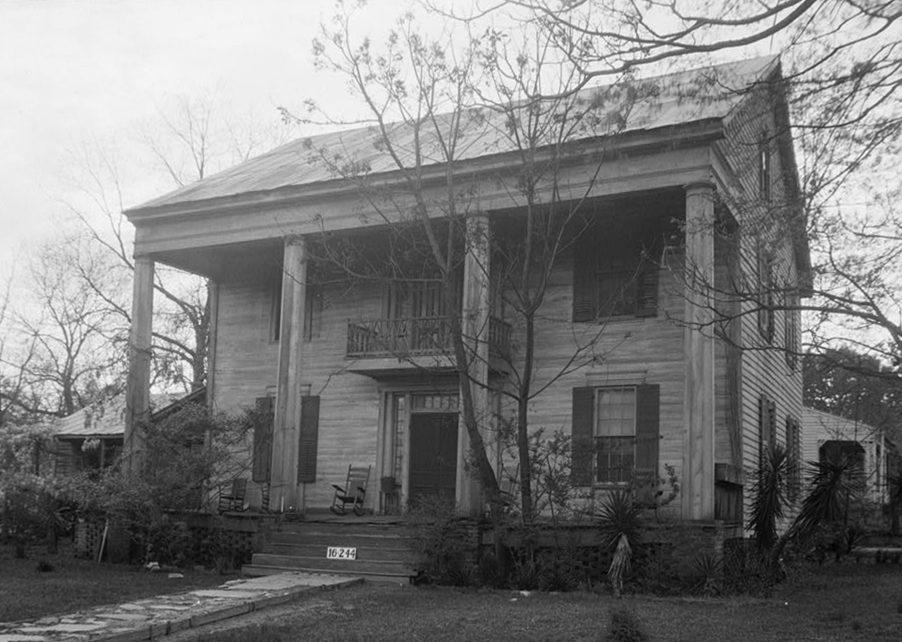
David Rinehart Anthony House
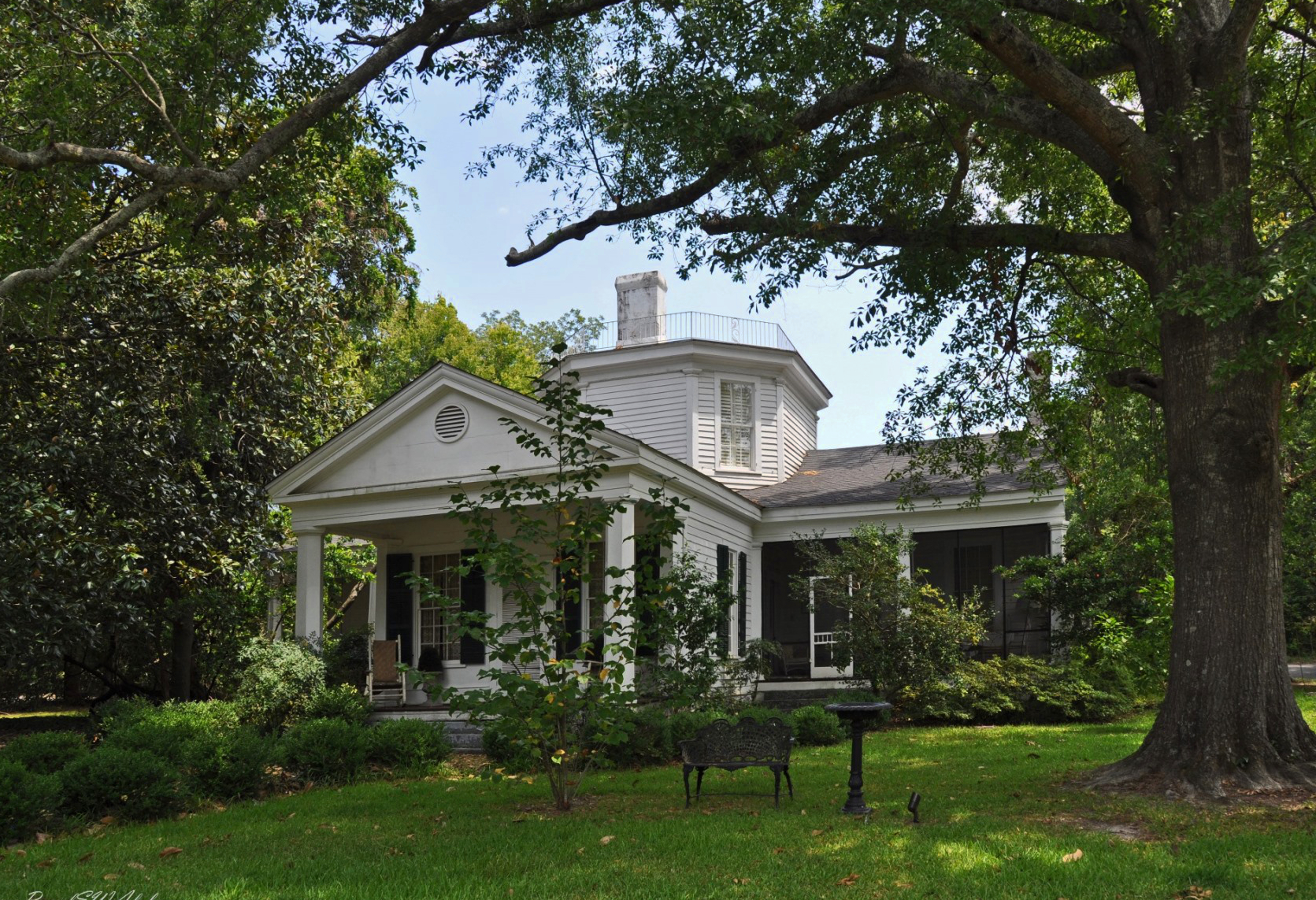
Gustave Braune House (1850–60)